# Générac (Gard)
Générac é uma comuna francesa na região administrativa de Occitânia, no departamento de Gard. Estende-se por uma área de 24,26 km². Em 2010 a comuna tinha 4 163 habitantes (densidade: 171,6 hab./km²).